# Eremotylus intermedius
Eremotylus intermedius là một loài tò vò trong họ Ichneumonidae.